# Ulrich Abel
Ulrich Abel (ur. 3 marca 1912 w Lipsku, zm. 23–28 kwietnia 1944 w Zatoce Biskajskiej) – oficer Kriegsmarine w randze Oberleutnant zur See z czasów II wojny światowej, doktor nauk prawnych i fanatyczny nazista. 
Był pierwszym oficerem na U-Boocie U-154 dowodzonym przez Oskara Kuscha. W styczniu 1944 oskarżył swojego dowódcę o bunt, tchórzostwo, wywrotową propagandę i wypowiedzi krytyczne wobec Adolfa Hitlera. W efekcie Kusch został aresztowany i skazany na wykonaną 12 maja 1944 roku karę śmierci, a Abel uzyskał stanowisko dowódcy okrętu.
23 kwietnia 1944 roku, Abel wypłynął z bazy Kriegsmarine w Lorient na wybrzeżu Francji na swój pierwszy rejs jako dowódca. Powierzono mu jednostkę U-193 typu IXC/40. Według relacji Admiralicji brytyjskiej, 28 kwietnia okręt został zaatakowany przez samolot Vickers Wellington z brytyjskiego 612 Dywizjonu. Dowodzony przez weterana wojny przeciwpodwodnej, Australijczyka "Maxa" Puntera, samolot wykrył niemiecki okręt za pomocą radaru, po czym po zejściu tuż nad wodę zaskoczył załogę niemieckiego okrętu zrzucając salwę bomb głębinowych, zatapiając okręt Abla. Niektóre źródła jednak podają w wątpliwość tę wersję wydarzeń, twierdząc że U-193 został utracony z nieznanych przyczyn.